# Monostori híd
A Monostori híd (szlovákul: Monoštorský most) közúti híd a Duna felett, amely Észak- és Dél-Komáromot, Szlovákiát és Magyarországot köti össze. A híd a komáromi vasúti összekötő hídtól nyugatra épült meg, elkerülve mindkét Komárom belvárosát. A híd pozíciója 1770,57 folyamkilométer.
A híd a szlovák és a magyar állam osztatlan, közös tulajdonát képezi.
Az alapkő letételére 2017. október 17-én került sor, a pálya 2019 decemberében ért össze, átadása 2020. szeptember 17-én volt.
A híd magyarországi szakaszán a Dél-Komárom nyugati elkerülő útjaként épített út húzódik, amely az átadást követően ideiglenesen a 131-es számot viselte. 2022-től már az M1-es autópályát és az 1-es főutat érintve a Kisbérig vezető 13-as főút része. A Duna sodorvonalától, s így az országhatártól északra a szlovákiai 64-es főút halad a hídon, amely Zsolnáig tart.

## Célja
Egy közúti, Észak-Komáromot (szlovákul: Komárno, magyarországi szóhasználattal élve Révkomárom) és Dél-Komáromot összekapcsoló híd építése már az ezredforduló előtti években felmerült a két város lakóiban és vezetőiben. A híd erősíti a felvidéki magyarság legnagyobb központjának számító, mind a mai napig magyar nemzetiségi vezetésű város és az anyaország kapcsolatát. A kulturális és történelmi okokon túl azonban a híd gazdasági szerepe is igen jelentős. Komárom stratégiai helyen, Győr és Budapest, valamint Érsekújvár és Székesfehérvár között félúton fekszik; azaz fontos tranzitcsomópont. Ezt felismerve, a híd a nagyvárosok észak-déli összeköttetését biztosító M81-es autóút részét képezte volna, kiegészítve a már megépült M1-es autópályát. Az ezredforduló után létesített dél-komáromi ipari park nagyszámú munkaerőt is vonzott az északi városból, ez pedig további forgalomnövekedést jelentett. A belvárosban lévő Erzsébet-híd állapota azonban a megnövekedett nemzetközi forgalom miatt leromlott, a hídra súlykorlátozást kellett bevezetni. Habár az Erzsébet-hidat a 2000-es évek közepén felújították, továbbra is 22 tonnás súlykorlátozás maradt rajta érvényben. Emiatt a két ország közti teherforgalom csak nagy kerülővel, Vámosszabadi (Medve) illetve az esztergomi teherkomp felé kerülve keresztezhette a Dunát.
Az új híd teherbírása lehetőséget nyitott a nehézgépjármű-forgalom átvezetésére, jelentősen hozzájárulva ezzel a térség további fejlődéséhez. Csökkenti a két Komárom belvárosának és az ikervárost összekötő Erzsébet-híd átmenő forgalmát. Magyarország és Szlovákia Európai Uniós csatlakozása még inkább felértékelte a híd szerepét, ezért a híd megépítése Európai Uniós forrásból valósulhatott meg.

## A projekt előkészítése
A híd megépítésének előkészítése ennek ellenére lassan haladt. Kezdetben a híd helyének kijelölése jelentette a legnagyobb problémát, hiszen azt be kell kapcsolni a már meglévő úthálózatba, célszerűen a két várost elkerülő úttal. A szlovákiai fél számára a keleti nyomvonal volt a kedvezőbb, amely esetén az elkerülő az Érsekújvár felől érkező I/64-es főúttól indulna, északkeleti-keleti irányból elkerülve Kisizsa városrészt. Ez a változat azonban dél-Komáromot teljesen kettévágná, az elkerülő illetve a távlati autóút nyomvonalát kertes házas lakóövezeten keresztül kellene átvezetni. A nyugati nyomvonalváltozat ellenben az 1-es főúttól indulna, és mintegy 200 méterre a már meglévő vasúti hídtól nyugatra, Koppánymonostor és a Monostori erőd között keresztezné a folyót. Ez a változat viszont a szlovákiai fél számára kedvezőtlenebb, hiszen az I/64. számú út bekötése sokkal nehezebb, a nyomvonal mocsaras, ingoványos területen halad, ráadásul egy újabb híd építése szükséges a Vág folyóra. Végül a nyugati nyomvonalváltozatban sikerült megállapodni, így az új közúti, gyalogos és kerékpáros forgalmat is biztosító Duna-híd a magyarországi oldalon időközben megépült 131-es főút, és ezáltal a déli elkerülő út meghosszabbítása lenne; míg a szlovákiai oldalon az I/63. számú úthoz csatlakozna be.
A híd ügyét nem segítette elő, hogy Magyarország és Szlovákia kapcsolata 2009-ben mélypontra került, amelyet csak a 2010-es évek elejére sikerült rendezni. A híd építését hátrányosan érintette, hogy 2008-ban az M81-es autóút terveit elvetették. A 13-as főút négynyomúsítása és felújítása időről-időre előkerült, megvalósítása azonban csak 2019-ben került ismét terítékre, amikor is kiírták a közbeszerzést a Komárom, Székesfehérvár, illetve Sárbogárd közti gyorsforgalmi összeköttetés megtervezésére, amelyben a 13-as főút a hídfőtől az M1-ig húzódó szakasza kétsávos, megerősített főútként szerepel.

### Tervezés
Az INTERREG program keretén belül, 2006-ban Észak- és Dél-Komárom támogatást kapott a tervezett új Duna-híddal kapcsolatos munkákra. A két ország összesen 55 millió korona (kb. 1,8 millió €) értékű támogatást nyert el, amelyből 2006 márciusától kezdődően közösen valósították meg az előkészítő tervezési feladatokat. A szlovákiai Dopravoprojekt és a magyarországi Pont-Terv által közösen alapított Komárno Konzorcium jegyzi a tervdokumentációkat. A két nagy tapasztalatokkal rendelkező cég 50-50%-ban részesedett a munkálatokból. Ezek során elvégezték a geodéziai, a forgalmi, a geotechnikai, a hidraulikai és a növényzeti vizsgálatokat, elkészítették a talajtani szakvéleményeket, a zajvédelemmel, valamint a levegő szennyezésével kapcsolatos felméréseket. Elkészült a korróziós hatások vizsgálata, a régészeti vizsgálat, valamint a földrengési szakvélemény. A 2006 novemberének végére elkészített környezetvédelmi hatástanulmányt az érintett országok környezetvédelmi minisztériumai értékelték ki, ezt követően pedig végleges állásfoglalást dolgoztak ki az építkezéssel kapcsolatosan.
A 2007-ig elkészített tervek alapján az új komáromi híd egy ferde-kábeles közúti Duna-híd lehet. A mederhíd felszerkezete egypilonos, két kábelsíkos ferde kábeles híd, öt nyílású folytatólagos merevítőtartóval. A merevítőtartó kétfőtartós nyitott acélkeresztmetszet, ortotróp pályaszerkezettel. A pilon keresztirányban aszimmetrikus elhelyezésű. Szerkezete acél, az alsó nyomott részen kibetonozott. A híd alaprajzilag egyenes, a pálya 15000 méter sugarú domború lekerekítésben fekszik. Maga a híd 622,69 méter hosszú, támaszközei: 66 m + 252 m + 120 m + 96 m és 66 m hosszúak. Az útpálya szélessége 11,50 méter, a pilon magassága 96,64 méter lesz.
A híd építése néhány év kihagyás után új lendületet vett 2011 és 2012 között. Az államközi szerződések előkészítését, valamint a kétoldali munkabizottságok lezajlott üléseit 2012. október 3-án Pilisszentkereszten véglegesítette az Orbán Viktor és Robert Fico miniszterelnökök által aláírt megállapodás. A híd építéséhez kapcsolódóan ugyanakkor szükségessé vált a Révkomáromot (dél-Komárom) elkerülő körgyűrű kiépítése is, amely az új Duna-hídon keresztül az R7-es gyorsforgalmi útra fog rácsatlakozni Érsekújvár közelében. Az elkerülő első, délnyugati szakasza végül több hónap csúszással 2011 áprilisára készült el.
2013. november 27-én tartotta meg első ülését az új Duna-híd építési feladatait összehangoló kétoldalú szakértői munkacsoport. A várható beruházási költséget ekkor 25 milliárd forintra becsülték, a híd kivitelezésének indítását pedig 2016-ra datálták. Orbán Viktor 2014 februárjában, a térségben tett látogatása során megerősítette, hogy a híd építése 2016-ban kezdődhet meg, és 2017-re készülhet el teljesen. A kormányfő kiemelte, hogy bár több híd építése is folyamatban van, a kormány jelenleg a komáromira koncentrál. A tervek szerint a híd megvalósíthatósági tanulmányának 2014. március 31-ig kell elkészülnie, és a beruházás az építési engedélyt október végére kaphatja meg.
2016 januárjában ismertették, hogy a beruházás vezető partnere Magyarország, ő végzi a közbeszerzést. A magyar jogszabályi háttér megváltozása miatt azonban a közbeszerzés kiírása fél évet késett és csak 2016 szeptemberében jelent meg. 2016. februárban jelentették be, hogy a projekt megkapta a várt támogatást az  Európai Hálózatfinanszírozási Eszköz (CEF) keretéből. Szlovákia 47,6 millió eurót, Magyarország pedig 52,5 millió eurót kap a projektre. A teljes költségvetés pedig meghaladja a 117 millió eurót (kb. 36 milliárd Ft).

### Versenyeztetés
2017 májusában vált ismertté, hogy az év nyarán megkezdődhet a komáromi új Duna-híd megépítése. A híd felépítésére a Vahostav nevű szlovák–olasz konzorcium tette a legolcsóbb ajánlatot 74,87 millió euró (23 milliárd forint) értékben, de a Nemzeti Infrastruktúra-fejlesztő Zrt. kizárta a versenyből, mert a tenderükkel kapcsolatos kiegészítő kérdésekre adott válaszokat nem tartotta kielégítőnek. A beruházás elvégzésére végül az 5 milliárd forinttal drágább ajánlatot tevő Hídépítő Zrt. és a Mészáros és Mészáros Kft. alkotta H-M DUNAHÍD Konzorciumot bízta meg. A kivitelezés nettó összege így 91,199 millió euró, azaz mintegy 28 milliárd forint. A NIF Zrt. nem indokolta döntését.

## Kivitelezés

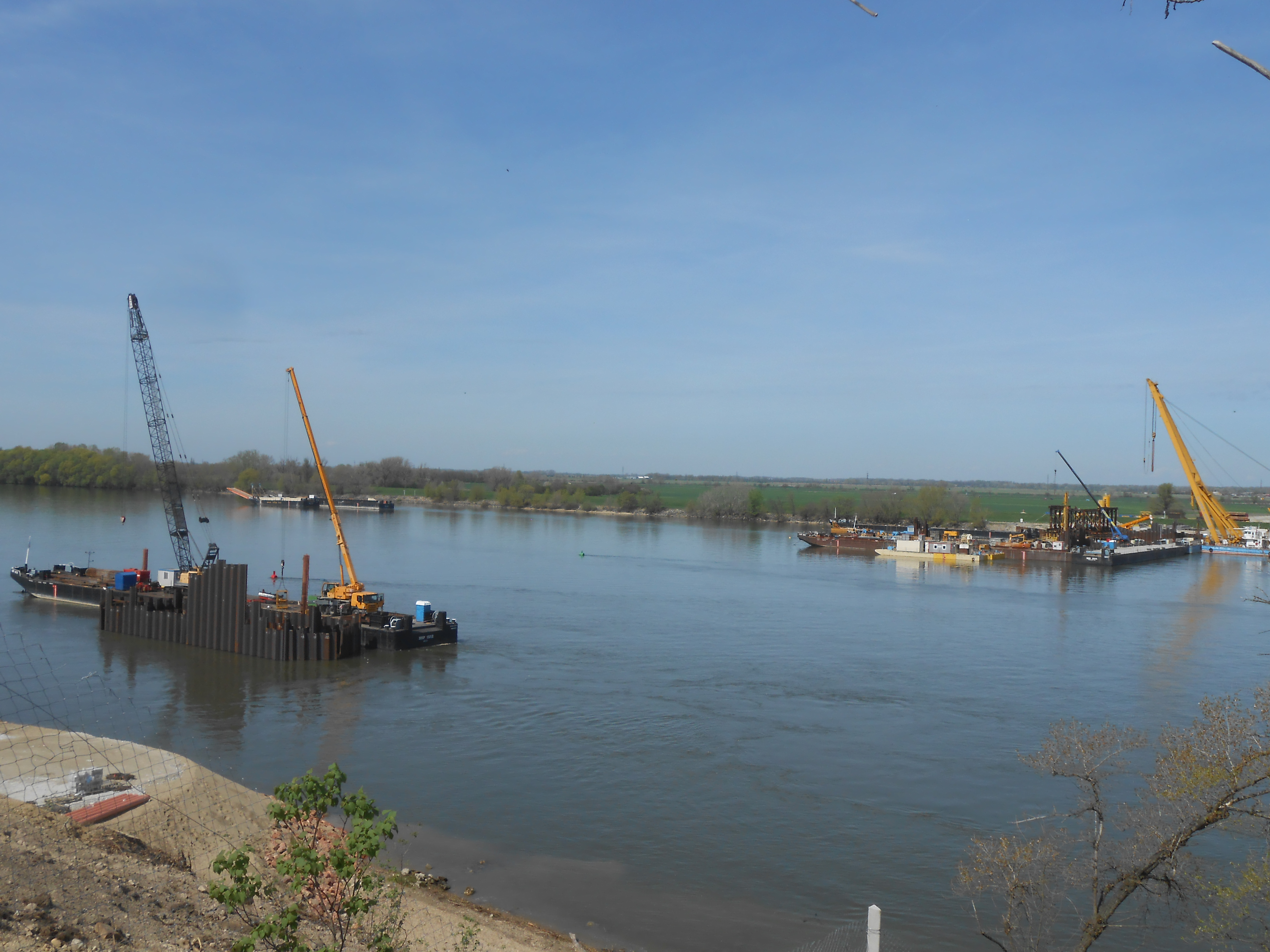
Az épülő híd a magyar oldalról nézve 2018 áprilisában

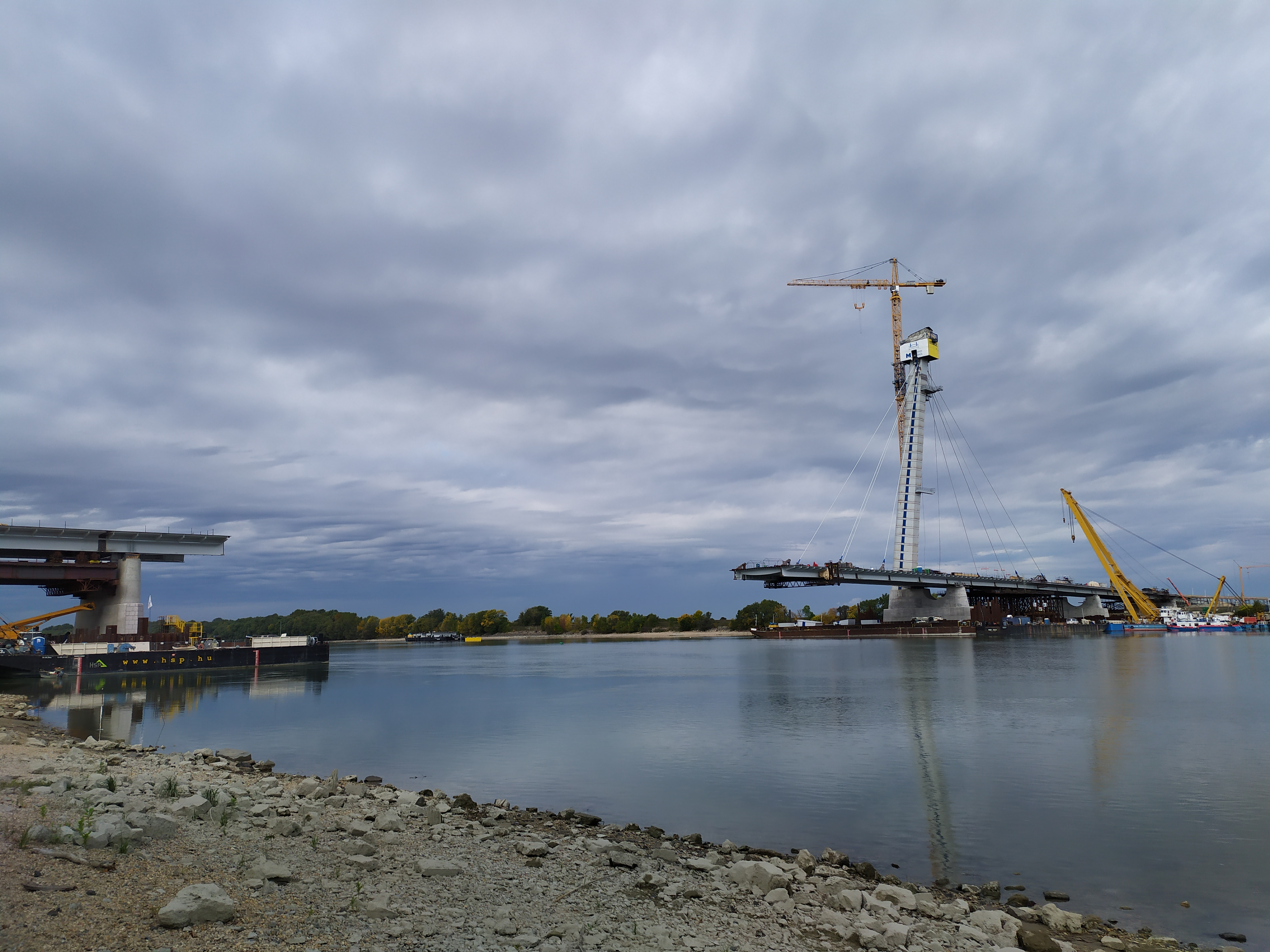
Az épülő híd a magyar oldalról nézve 2019 szeptemberében

A híd alapkőletételére 2017. október 17-én került sor.
A híd pályaszerkezetének első három elemét 2018. június 11-én emelték a helyére. Az egyenként 165 tonnás alkotórészeket lengyel, cseh és szlovák részegységekből Csepelen állították össze. A teljes híd 37 hasonló elemből áll, ezek összsúlya 5400 tonna. A hidat tartó pilon 2400 tonnás és közel 95 méter magas lesz.
A kivitelezők a szerkezet legmagasabb pontját 2019. november 11-én érték el. Az épülő híd utolsó pályaelemének 2019. december 3-ai elhelyezésével teljessé vált a kapcsolat a magyarországi és szlovákiai partok között. 2020. május 16-án lezajlott a híd statikus próbaterhelése.

## Átadás
A hidat ünnepélyes keretek között, a két ország miniszterelnöke, Orbán Viktor és Igor Matovič adta át 2020. szeptember 17-én. Az átadón Boris Kollár, a szlovák parlament elnöke, Andrej Doležal szlovák közlekedésügyi miniszter, Szijjártó Péter magyar külgazdasági és külügyminiszter, valamint Palkovics László magyar innovációs miniszter is részt vett. Az eseményen továbbá jelen voltak a két ország nagykövetei, a szlovák parlament képviselői, az önkormányzatok képviselői, államtitkárok, a szlovák Közútkezelő Vállalat, a Nemzeti Infrastruktúra-fejlesztő Zrt. és a kivitelezők képviselői, valamint Észak- és Dél-Komárom polgármesterei, Keszegh Béla és Molnár Attila.
A forgalom számára a hidat az átadó után néhány órával nyitották meg.